# Nanzan-Universität

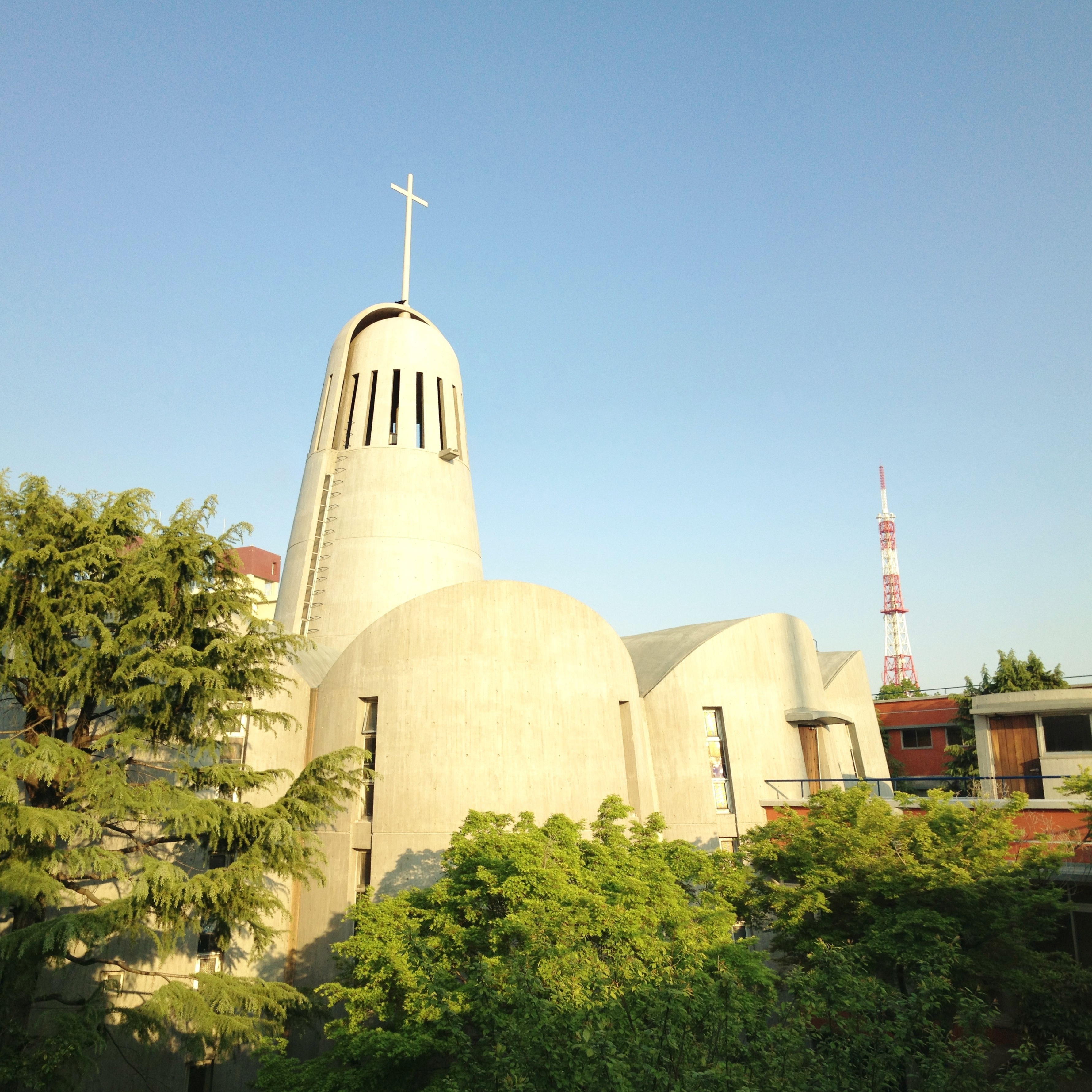

Die Nanzan-Universität (japanisch 南山大学, Nanzan daigaku; engl. Nanzan University; Abkürzung: Nanzandai (南山大)) ist eine Privatuniversität in katholischer Trägerschaft im Bezirk Shōwa der Stadt Nagoya auf Honshū, Japan.

## Allgemeines
Die Nanzan-Universität wurde 1932 vom Steyler Missionar Joseph Reiners als Nanzan-Mittelschule nach altem System (kyūsei Nanzan chūgakkō) gegründet. Im Jahre 1946 wurde sie zur Nanzan Fachschule für Fremdsprachen nach altem System (kyūsei Nanzan gaikokugo semmon gakkō). Mit der großen Bildungsreform des Jahres 1949 bekam sie schließlich den Status einer Universität und ihren heutigen Namen. 1995 wurde sie mit der Nagoya seirei tanki daigaku in Seto, mit der sie schon vorher eine Hochschulpartnerschaft gehabt hatte, zusammengelegt. Die Nanzan-Universität ist die einzige katholische Universität in der Region Chūbu mit Koedukation. Gegenwärtiger Präsident ist der deutsche Theologe Michael Calmano.
Die Nanzan-Universität bemüht sich, eine „Bildung auf Basis des katholischen Weltbildes“ (katorikku sekaikan ni motozuita gakkō kyōiku) zu vermitteln. Ihr Motto lautet „Für die Würde des Menschen“ (ningen no songen no tame ni, lat. Hominis Dignitati).
Es gibt internationale Hochschulpartnerschaften, die jährliche Austauschprogramme von Studenten vorsehen. So ist sie z. B. Mitglied der Association of Southeast and East Asian Catholic Colleges and Universities und beteiligt sich am International Student Exchange Program. Dabei konzentrieren sich Austauschstudenten aus westlichen Staaten auf dem Campus in Nagoya und Austauschstudenten aus anderen asiatischen Ländern auf dem Campus in Seto. Die Nanzan-Universität unterhält auch Partnerschaften zu anderen katholischen Universitäten Japans, wie z. B. zur Sophia-Universität, und veranstaltet im Rahmen dieser Partnerschaften ein jährliches Sportfest.
Der Name der Universität leitet sich vom Gebiet ihrer Gründung her, das vormals als Minamiyama (Kun-Lesungen der Kanji für nanzan) bekannt war. Darüber hinaus soll mit der Bezeichnung Nanzan eine Assoziation zu Ausdauer und Härte hergestellt werden, und die Hoffnung, dauerhaft leistungsfähige Absolventen hervorzubringen, ausgedrückt werden. Der Begriff Nanzan hat diese Konnotation aufgrund seiner Verwendung in der Dichtung des chinesischen Poeten Li Bai, in dem der Begriff (bzw. seine Schriftzeichen) gelegentlich auftaucht.

## Standorte, Fakultäten und Graduiertenkollege
Die Nanzan-Universität hat sieben Fakultäten und Graduiertenkollege verteilt auf drei Standorte in Nagoya und Seto. In Nagoya befinden sich der Nagoya-Campus im Bezirk Shōwa und ein sogenannter satelite campus im Bezirk Higashi. In Seto befindet sich der Seto-Campus, der vormals eine eigenständige Hochschule darstellte (s. o.).
Die Fakultäten sind:
- Fakultät für Human- und Literaturwissenschaften (jinbun gakubu)
- Fakultät für Fremdsprachen (gaikokugo gakubu)
- Fakultät für Wirtschaftswissenschaften (keizai gakubu)
- Fakultät für Unternehmensmanagement (keiei gakubu)
- Juristische Fakultät (hōgakubu)
- Fakultät für allgemeine Politik (sōgō seisaku gakubu)
- Fakultät für Informatik, Natur- und Ingenieurwissenschaften (jōhō ri kō gakubu)

Die Graduiertenkollege entsprechen von der Fachstruktur her weitestgehend den Fakultäten, wobei einige Graduiertenkollege abweichende Namen haben. So heißt z. B. das Graduiertenkolleg der Fakultät für Fremdsprachen „Graduiertenkolleg für internationale Regionen und Kultur“ (kokusai chiiki bunka kenkyūka).